# علیرضا کهن‌دیری
علیرضا کهن‌دیری (زادهٔ ۱۳۵۳ در تهران) موسیقی‌دان و آهنگساز اهل ایران است. وی ۴ بار نامزد دریافت سیمرغ بلورین بهترین موسیقی متن جشنواره فیلم فجر شده‌است.

## آثار

### فیلم سینمایی
1. «منصور» به کارگردانی سیاوش سرمدی (۱۳۹۹)
2. «آینه بغل» به کارگردانی منوچهر هادی (۱۳۹۶)
3. «میهمان داریم» به کارگردانی محمدمهدی عسگرپور (۱۳۹۲)
4. «رنج و سرمستی» به کارگردانی جهانگیر الماسی (۱۳۹۲)
5. «سیزده ۵۹» به کارگردانی سامان سالور (۱۳۸۹)
6. «پاریس تا پاریس» به کارگردانی محمد حسین لطیفی (۱۳۸۹)
7. «حیران» به کارگردانی شالیزه عارفپور (۱۳۸۷)
8. «رفیق بد» به کارگردانی عباس احمدی مطلق (۱۳۸۶)
9. «روز سوم» به کارگردانی محمد حسین لطیفی (۱۳۸۵)
10. «آخرین ملکه زمین» به کارگردانی محمد رضا عرب (۱۳۸۵)
11. «سینه سرخ» به کارگردانی پرویز شیخ طادی (۱۳۸۵)
12. «پشت پردهٔ مه» به کارگردانی پرویز شیخ طادی (۱۳۸۳)
13. «پروانه‌ها بدرقه می‌کنند» به کارگردانی محمدابراهیم معیری (۱۳۸۱)
14. «دفتری از آسمان» به کارگردانی پرویز شیخ طادی (۱۳۷۸)
15. «رؤیای سبز» به کارگردانی حسین محجوب (۱۳۷۸)
16. «عینک دودی» به کارگردانی محمد حسین لطیفی (۱۳۷۸)
17. «چریکه هورام» به کارگردانی فرهاد مهرانفر (۱۳۷۸)
18. «سهراب» به کارگردانی سعید سهیلی (۱۳۷۸)
19. «تابلویی برای عشق» به کارگردانی حسینعلی لیالستانی (۱۳۷۶)
20. «رنگ خدا» به کارگردانی مجید مجیدی (۱۳۷۶)
21. «سینما سینماست» به کارگردانی سید ضیاالدین دری (۱۳۷۶)
22. «شب روباه» به کارگردانی همایون اسعدیان (۱۳۷۵)
23. «برج مینو» به کارگردانی ابراهیم حاتمی کیا (۱۳۷۵)
24. «عاشق فقیر» به کارگردانی حسینعلی لیالستانی (۱۳۷۴)

### سریال تلویزیونی
- «رهایم نکن» به کارگردانی محمدمهدی عسگرپور (۱۳۹۷) شبکه سه
- «آوای باران» به کارگردانی حسین سهیلی زاده (۱۳۹۲) شبکه سه
- «هفت سین» به کارگردانی یدالله صمدی (۱۳۹۲) شبکه تهران
- «یه تیکه زمین» به کارگردانی مهدی کرم پور (۱۳۹۱) شبکه دو
- «گل‌های گرمسیری» به کارگردانی محمدمهدی عسگرپور (۱۳۸۷) شبکه یک
- «شکرانه» به کارگردانی سعید سلطانی (۱۳۸۶) شبکه تهران
- «وفا» به کارگردانی محمد حسین لطیفی (۱۳۸۵) شبکه سه

### آلبوم‌ها
- سلام آخر
- فاصله (آلبوم)
- ماه غریبستان
- برکت (آلبوم)
- بی واژه (آلبوم)
- شکوه (آلبوم)

## افتخارات
- نامزد دریافت سیمرغ بلورین بهترین موسیقی متن برای فیلم «روز سوم» از بیست و پنجمین دوره جشنواره فیلم فجر.
- نامزد دریافت سیمرغ بلورین بهترین موسیقی متن برای فیلم «حیران» از بیست و هفتمین دوره جشنواره فیلم فجر.
- نامزد دریافت سیمرغ بلورین بهترین موسیقی متن برای فیلم «سیزده ۵۹» از بیست و نهمین دوره جشنواره فیلم فجر.
- نامزد دریافت سیمرغ بلورین بهترین موسیقی متن برای فیلم «میهمان داریم» از سی و دومین دوره جشنواره فیلم فجر.
- نامزد دریافت تندیس زرین بهترین موسیقی متن برای فیلم «سیزده ۵۹» از پانزدهمین دوره جشن بزرگ سینمای ایران.
- نامزد دریافت تندیس زرین بهترین موسیقی متن برای فیلم «میهمان داریم» از هفدهمین دوره جشن سینمای ایران.